# Edna, Kansas
Edna är en ort i Labette County i Kansas. Vid 2010 års folkräkning hade Edna 442 invånare.